# Hans Ulrich Schwaar
Hans Ulrich Schwaar (* 31. Januar 1920 in Sumiswald, Kanton Bern; † 3. Februar 2014 in Finnland) war ein Schweizer Lehrer, Schriftsteller, Kunstsammler und Gründer der Stiftung Hans Ulrich Schwaar.

## Leben
Hans Ulrich Schwaar besuchte das Lehrerseminar Muristalden (Campus Muristalden) Bern und studierte Sport, Musik, Sprachen und Geschichte an den Universitäten Basel, Neuchâtel und Umeå. Es folgten weitere Sprachaufenthalte in Bournemouth, Edinburgh und Östersund. Als Lehrer arbeitete Schwaar in Trubschachen, Gohl und Langnau, wo er – als einer von bisher nur vier Menschen – zum Ehrenbürger ernannt wurde. Im Alter von 62 Jahren gab Schwaar den Lehrerberuf auf und lebte fortan die meiste Zeit in Schwedisch- und Finnisch-Lappland.
Im Alter von 91 Jahren wanderte Schwaar nach Lappland aus. Nach dem Tod eines Freundes kehrte er ins Emmental zurück und lebte im Altersheim Hogantblick in Schangnau. Ende des Jahres 2013 reiste Schwaar erneut nach Lappland. Die Dokumentation «Daheim in Näkkälä» erzählt von dieser letzten Reise.  Schwaar starb am 3. Februar 2014 in seiner zweiten Heimat Finnland. Seine Asche wurde in Lappland ausgestreut.
Bekannt geworden ist Schwaar als Autor von Mundarterzählungen und durch Übersetzungen verschiedener Werke ins Berndeutsche, darunter solche von Charles-Ferdinand Ramuz und die Sieben Brüder des finnischen Schriftstellers Aleksis Kivi. Als Freund der «Naturvölker» des hohen Nordens erforschte und beschrieb Schwaar den Alltag, die Kultur und die Identitätsprobleme der Samen.
Schwaar war darüber hinaus leidenschaftlicher Kunstsammler. 1984 gründete er die Stiftung Kunst auf dem Lande, die später in Hans Ulrich Schwaar Stiftung umbenannt wurde. Das Gut seiner Stiftung beläuft sich auf über 2500 Titel. Es umfasst grössere Werkgruppen, unter anderem von Schweizer Künstlern wie Hans Kohler, Karl Geiser, Eugen Jordi, Emil Zbinden, Emil Jenzer, Edouard Vallet, Hans Berger und Gérard de Palézieux, dazu von Soile Yli-Mäyry und Jussi Jäälinoja aus Finnland sowie Alfred Manessier aus Frankreich.

## Werk
Als Autor
- Briefe aus der Tiefe. Langnau i. E. / Näkkälä 2013, ISBN 978-3-03740-284-9.
- Läbigs Bärndütsch. Landverlag, Trubschachen 2011, ISBN 978-3-905980-07-3.
- Rychs Bärndütsch. Landverlag, Trubschachen 2010, ISBN 978-3-9523520-4-5.
- Bekenntnisse. Berichte und Gedichte aus zwei Welten. Langnau i. E. / Näkkälä 2008, ISBN 978-3-033-01721-4.
- Intimitäten. Langnau i. E. / Näkkälä 2007, ISBN 978-3-033-01367-4.
- Flurbereinigung in zwei Welten. Langnau i. E. / Näkkälä 2006, ISBN 978-3-033-00944-8.
- Die Samen und wir. Langnau i. E. / Näkkälä 2005, ISBN 3-033-00356-7.
- Farinet in Lappland. Waldgut, Frauenfeld 2003, ISBN 3-7294-0343-5.
- Geheimnisvoller Norden. Waldgut, Frauenfeld 2001, ISBN 3-7294-0307-9.
- Tundra, Sumpf und Birkenduft. Waldgut, Frauenfeld 1990, 2000, 2008, ISBN 3-7294-0070-3.
- Näkkälä – jeden Tag, ein Jahr. Waldgut, Frauenfeld 1999, 2006, ISBN 3-7294-0280-3.
- C. F. Ramuz und seine Illustratoren. Licorne, Murten 1996, ISBN 3-85654-984-6.
- Am Rande der Arktis. Abenteuer Lappland – Natur, Rentiere, Samen, Touristen und die neue Zeit. Waldgut, Frauenfeld 1994, ISBN 3-7294-0099-1.
- Gfröits u Ùngfröits. Us em obere Ämmitaau. Verlag Emmentaler Dr., Langnau 1991, ISBN 3-85654-924-2.
- ds Döörfli. Verlag Emmentaler Dr., Langnau 1990, ISBN 3-85654-906-4.
- Zwischen Nacht und Tag. Berichte und Geschichten in Schriftsprache und Mundart. Verlag Emmentaler Dr., Langnau 1990, ISBN 3-85654-907-2.
- Gryymts u Ùngryymts. Ämmitauer prichte u. dichte. Viktoria-Verlag, Ostermundigen-Bern 1985, ISBN 3-85958-026-4.
- Herbst in Lappland. Stimmungsbilder aus dem Hohen Norden. Viktoria-Verlag, Ostermundigen-Bern 1985, ISBN 3-85958-025-6.
- Ghoblets u Unghoblets. was Oberämmitauer wüsse zbrichte. Viktoria-Verlag, Ostermundigen-Bern 1983, ISBN 3-85958-022-1.
- Zwischen Nacht und Tag. Berichte und Geschichten in Schriftsprache und Mundart. Viktoria-Verlag, Ostermundigen-Bern 1980, ISBN 3-85958-011-6.
- Ämmegrien. Grüschtets u. Ungrüschtets. Viktoria-Verlag, Ostermundigen-Bern 1979.

Als Übersetzer
- René Auberjonois / C. F. Ramuz. Museum Neuhaus, Biel 1996, ISBN 3-9521089-0-1.
- Sápmi. Mythen und Sagen der Samen und ihr religiöser Hintergrund. Waldgut, Frauenfeld 1996, ISBN 3-7294-0234-X.
- Nordland. Lieder und Gedichte aus Lappland. Waldgut, Frauenfeld 1991, ISBN 3-7294-0074-6.
- Le petit village / Ds Dörfli. Viktoria-Verlag, Ostermundigen-Bern 1978.
- Di sibe Brüeder. E Gschicht us Finnland. Viktoria-Verlag, Ostermundigen-Bern.

## Auszeichnungen
- 1982 Literaturpreis des Kantons Bern[4]
- 1992 Kunstpreis des Kantons Bern[4]
- Finnischer Orden der Weissen Rose[4]
- 2005 Ehrenbürger der Stadt Langnau[5]